# Violante Inlet
Das Violante Inlet ist eine vereiste Bucht zwischen dem Kap Fanning und dem Kap Herdman an der Black-Küste des Palmerlands auf der Antarktischen Halbinsel.
Entdeckt und erstmals fotografiert wurde es während der United States Antarctic Service Expedition (1939–1941) bei einem Überflug im Dezember 1940. Benannt ist das Inlet nach Major (später Colonel) André Leonard Violante (1894–1968) von der United States Army, der die Gebäude für das die Forschungsreise des Service entwarf und vorfertigte.